# Mikheil Korkia
Mikheil Korkia (in georgiano მიხეილ შოთას ძე ქორქია?; in russo Михаил Шотаевич Коркия?, Michail Šotaevič Korkija; Kutaisi, 10 settembre 1948 – Tbilisi, 7 febbraio 2004) è stato un cestista e allenatore di pallacanestro sovietico.

## Carriera
Ha militato da giocatore nella Dinamo Tbilisi e, nella Nazionale di pallacanestro dell'Unione Sovietica, vinse la medaglia d'oro alle Olimpiadi di Monaco di Baviera del 1972 dopo una famosa finale contro gli Stati Uniti d'America.

## Palmarès
- Campionato sovietico: 1

Dinamo Tbilisi: 1967-1968